# 地肤

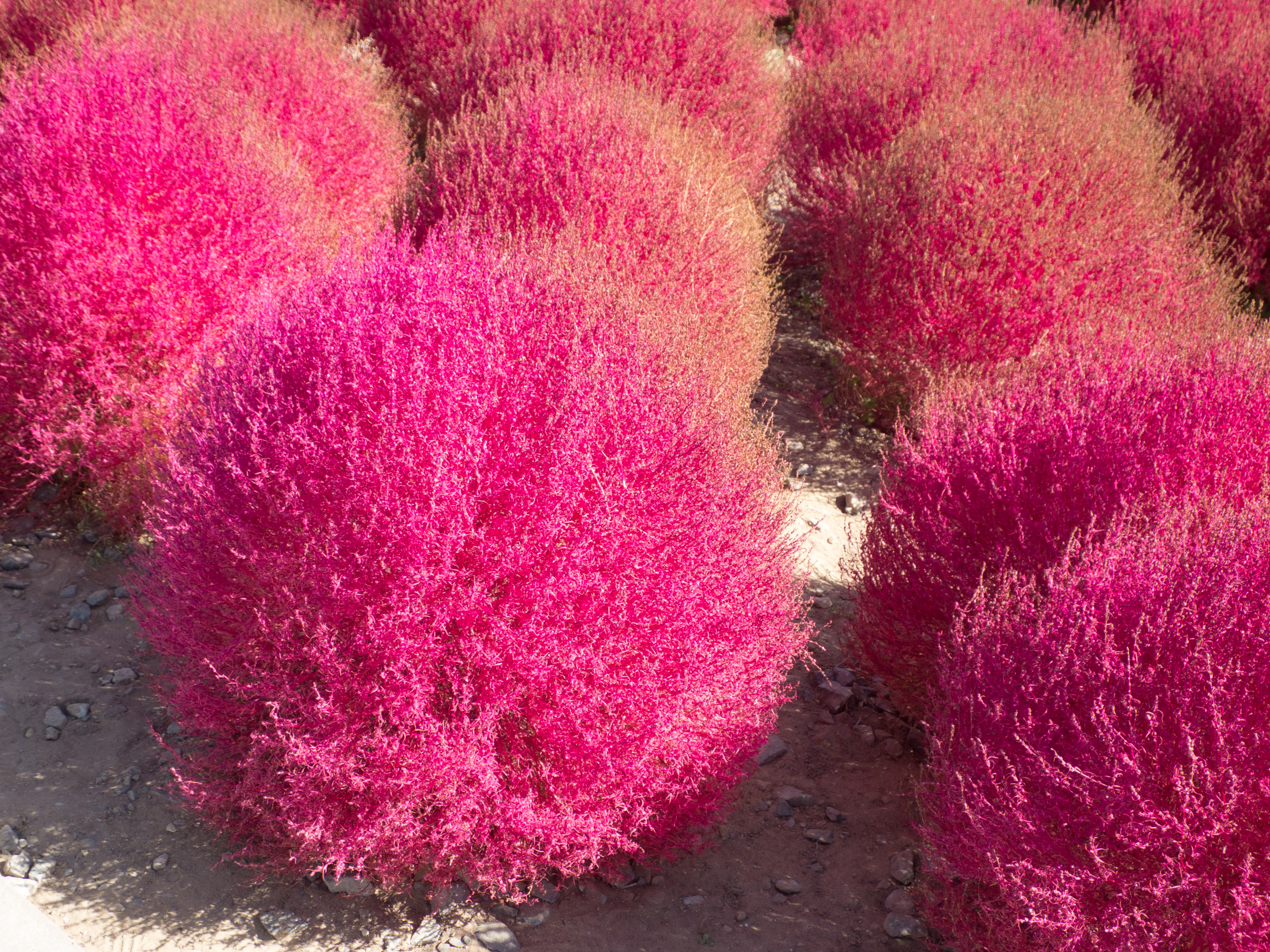
扫帚菜 Bassia scoparia f. trichophylla

地肤（学名：Bassia scoparia）是莧科藜亞科沙冰藜属的植物。又名荓、王彗、𦺍(音同“剪”)。

## 形态
一年生草本，被具节长柔毛，分枝甚多；线状披针形叶片，无毛或稍有毛，通常有3条明显的主脉，边缘有疏生的锈色绢状缘毛；夏秋季开小花，簇生叶腋；花被包裹果实，各片背上有一水平拓展的翅。

## 分布
分布在亚洲、欧洲以及中国大陆的大部分地区，生长于海拔50米至3,200米的地区，一般生于路旁、田边和荒地。

## 用途
成熟果实入药，称“地肤子”，性寒味甘苦，功能有清热利湿、利尿，主治皮肤湿疮、湿疹瘙痒、小便淋沥、脚气水肿等症。。其茎枝可食，老熟后可作扫帚，故又称“扫帚草”。

## 异名
- Kochia scoparia (L.) Schrad. f. trichophylla (Hort. ex Tribune) Schinz et Thell.
- Kochia scoparia (L.) Schrad. var. sieversiana (Pall.) Ulbr. ex Aschers. et Graebn.
- Kochia sieversiana (Pall.) C. A. Mey.

## 延伸阅读
[在维基数据编辑]
 《欽定古今圖書集成·博物彙編·草木典·地膚部》，出自陈梦雷《古今圖書集成》
 《植物名實圖考·地膚》，出自吳其濬《植物名實圖考》